# Riforma di misure e pesi nello Stato di Milano (1604)
La riforma di misure e pesi nello Stato di Milano fu introdotta l'8 ottobre 1604 al fine di ottenere l'uniforità delle unità di misura e di peso nei territori dello Stato.
Alcune fonti indicano che la riforma fu iniziata nel 1597 dal governatore Juan Fernández de Velasco.
A causa sia dell'inosservanza delle prescrizioni sia delle truffe realizzate, con grida del 18 ottobre 1605 la riforma venne abrogata, ripristinando le unità precedentemente in uso.
Non è nota alcuna tabella ufficiale di conversione tra le unità di misura abolite e quelle rese obbligatorie.

## Contenuto della riforma

### Misure di lunghezza
Per le unità di lunghezza venne mantenuto il solo braccio da 12 once, "usato in questa città da i maestri da muri e da legnami".
Vennero esplicitamente abrogati il braccio da seta e il braccio da lana milanesi: il braccio da seta era indicato pari a 10 once e mezza, mentre il braccio da lana era "circa" 13 once e mezza.

### Misure di superficie
Vennero abolite le unità chiamate moggia, stara e beolche in uso nel territorio.
L'unica unità di misura permessa per i terreni era la pertica milanese basata sul trabucco, unità di lunghezza pari a "quattro bracci, quattro once e un terzo d'oncia".

### Pesi
Venne reso obbligatorio l'uso delle unità di peso della città di Milano.
La libbra grossa da once 28 venne sostituita da una libbra doppia da once 24, mantenendo la libbra sottile da 12 once.
Per il peso di metalli preziosi venne mantenuto il marco già utilizzato.

### Misure di capacità per i liquidi
Venne reso obbligatorio l'uso delle unità della città di Milano.
Quasi tutte le unità non ebbero modifiche di volume, ma anziché essere espresse in libbre grosse da 28 once (da quel momento abolite) dovevano essere espresse in libbre da 24 once.
In questo modo la brenta, in precedenza pari a 96 libbre grosse da 28 once, era pari a 112 libbre da once 24, cioè sempre 2688 once.
È indicata solo l'alterazione del boccale da vino ridotto da 28 a 24 once, in seguito all'abolizione della libbra grossa.

### Misure di capacità per gli aridi
Venne reso obbligatorio l'uso delle unità della città di Milano e, in caso di unità legate al peso, venne vietato l'uso della libbra grossa.